# Dimitrovo (Oblast' autonoma ebraica)
Dimitrovo (in lingua russa Димитрово) è un centro abitato dell'Oblast' autonoma ebraica, situato nel Birobidžanskij rajon.